# بئاتریس آیچیسون
بئاتریس آیچیسون (انگلیسی: Beatrice Aitchison؛ ۱۸ ژوئیهٔ ۱۹۰۸ – ۲۲ سپتامبر ۱۹۹۷) ریاضی‌دان، آماردان و اقتصاددان حمل و نقل اهل ایالات متحده آمریکا بود که بخش اقتصاد حمل و نقل وزارت بازرگانی ایالات متحده را مدیریت می‌کرد و بعداً در خدمات پستی ایالات متحده به‌عنوان زن برتر و نخستین زن منصوب‌شده در سطح سیاست‌گذاری در این سازمان انتخاب شد.

## اوایل زندگی
مادر آیچیسون یک موسیقیدان و پدرش، کلاید بروس آیچیسون، یک وکیل و اقتصاددان بود که در کمیسیون بازرگانی بین‌ایالتی خدمت می‌کرد. او در ۱۸ ژوئیهٔ ۱۹۰۸ در پورتلند، اورگن متولد شد. آیچیسون تا سال ۱۹۱۶ در پورتلند و سپس تا پایان دوران کودکی خود در واشینگتن، دی.سی. زندگی کرد.

## تحصیل
آیچیسون در دبیرستان مرکزی تحصیل کرد. او عضوی از باشگاه زنان فی بتا کاپا بود و در سال ۱۹۲۸ مدرک لیسانس خود را از کالج گوچر اخذ کرد.
او پس از یک سال فعالیت به‌عنوان مأمور آمار در شهر نیویورک، تحصیلات تکمیلی خود را در دانشگاه جانز هاپکینز در رشتهٔ ریاضیات آغاز کرد و تحصیلات فوق لیسانس خود را در سال ۱۹۳۱ و تحصیلات دکترای خود را در ۱۹۳۳ در این دانشگاه به پایان رساند. پایان‌نامهٔ او، که تحت نظارت گوردن توماس وایبرن نوشته شد، تحت عنوان نقشه‌برداری با توابع مقاطع محدود، و مربوط به توپولوژی نقطه-مجموعه بود؛ او دو مقالهٔ دیگر نیز در همین زمینه منتشر کرد.
آیچیسون در سال ۱۹۳۷ دومین مدرک کارشناسی ارشد خود را در رشتهٔ اقتصاد از دانشگاه اورگن دریافت کرد.

## فعالیت حرفه‌ای
به دلیل رکود بزرگ، اشتغال به‌عنوان ریاضی‌دان در آن زمان دشوار بود: او به ۱۴۵ مدرسه برای کار درخواست داد، اما تنها توانست برای یک ترم یک شغل موقت پیدا کند و جایگزین یک معلم بیمار در کالج زنان وستهمپتون دانشگاه ریچموند شود. پس از آن، او از سال ۱۹۳۴ تا ۱۹۳۵ به‌عنوان مدرس آمار در دانشگاه امریکن در واشینگتن، دی.سی. مشغول به کار شد.
آیچیسون در سال ۱۹۳۵ به پورتلند بازگشت و در سال ۱۹۳۶ برای اداره پیشرفت شغلی کار کرد. او به‌عنوان مدرس آمار به دانشگاه امریکن بازگشت و تا سال ۱۹۳۹ در آنجا ماند، و همزمان برای وزارت کشاورزی ایالات متحده و کمیسیون تجارت بین‌ایالتی نیز کار می‌کرد. او از ۱۹۳۹ تا ۱۹۴۲ به تدریس علم اقتصاد در دانشگاه اورگن مشغول بود و در سال ۱۹۴۲ باری دیگر به کار برای دولت فدرال مشغول شد — این‌بار در زمینهٔ اقتصاد حمل و نقل؛ شغلی که او تا پایان عمر به آن مشغول بود.
آیچیسون از ۱۹۴۲ تا ۱۹۵۱ یک آماردان و بعداً یک اقتصاددان حمل و نقل شاغل در کمیسیون بازرگانی بین‌ایالتی بود. او همچنین از ۱۹۴۲ تا ۱۹۴۴ در دانشگاه امریکن سخنرانی می‌کرد و در طول جنگ جهانی دوم نیز به‌عنوان مشار با دفتر حمل و نقل دفاعی همکاری داشت. او از ۱۹۵۱ تا ۱۹۵۳ ریاست بخش اقتصاد حمل و نقل دفتر حمل و نقل وزارت بازرگانی ایالات متحده را برعهده داشت، اما این بخش در سال ۱۹۵۳ منحل شد. آیچیسون از ۱۹۵۳ تا ۱۹۷۱ در ادارهٔ پست مشغول به کار بود. او سپس مدیر تحقیقات حمل و نقل در دفتر حمل و نقل خدمات پستی ایالات متحده شد و هم به‌عنوان زن برتر در خدمات پستی و هم به‌عنوان «نخستین زنی که به یک سمت پستی در سطح سیاست‌گذاری منصوب می‌شد» تبدیل شد. هنگام بازنشستگی او در ژوئیهٔ ۱۹۷۱، آیچیسون «یکی از عالی‌رتبه‌ترین زنان در خدمات فدرال بود».

## جوایز و تقدیرنامه‌ها
کمیسیون خدمات کشوری ایالات متحده یکی از نخستین جوایز زن فدرال خود را در سال ۱۹۶۱ به آیچیسون اعطا کرد. او از بین بیش از ۲۵٬۰۰۰ نامزد برای دریافت این جایزه انتخاب شد؛ جایزه‌ای که بخشی از رسمیت‌یافتنی بود که اهرم فشاری را در اختیار آیچیسون قرار داد تا رئیس‌جمهور لیندون جانسون را به سمت تهیهٔ پیش‌نویس فرمان اجرایی منع تبعیض جنسیتی در دولت ایالات متحده سوق دهد.
در سال ۱۹۶۵، او «به دلیل تلاش پیشگامانه در توسعه و به‌کارگیری روش‌های آماری برای تحقیق و تجزیه و تحلیل در زمینهٔ ترافیک و حمل و نقل» به‌عنوان عضو انجمن آماری آمریکا انتخاب شد. او در سال ۱۹۷۰ برندهٔ جایزه خدمات شغلی لیگ اصلاحات خدمات عمومی ملی شد. در سال ۱۹۹۷، انجمن فارغ‌التحصیلان جانز هاپکینز جایزهٔ وودرو ویلسون را «به خاطر خدمات دولتی برجسته» به او اعطا کرد.
تصویر آیچیسون در دسته‌ای از کارت‌های بازی حاوی تصویر ریاضی‌دانان زن برجسته که توسط انجمن زنان در ریاضیات منتشر شد، گنجانده شده‌است.

## مرگ
آیچیسون در ۲۲ سپتامبر ۱۹۹۷ بر اثر نارسایی احتقانی قلب در بیمارستان یادبود سیبلی در واشینگتن، دی.سی. درگذشت.